# (11150) Bragg
(11150) Bragg (1997 YG1) – planetoida z grupy pasa głównego asteroid okrążająca Słońce w ciągu 3,83 lat w średniej odległości 2,45 j.a. Odkryta 21 grudnia 1997 roku.